# 全甲格斗
全甲格斗是一种格斗运动和體育賽事，參賽者必須使用中世纪時期的钢制钝器以及盔甲和武器進行格鬥。万国之战（Battle of the Nations ）网站規定，全甲格鬥的參賽者的盔甲和武器必须符合真實歷史和以及安全規範。
選手身穿现代生产的用钢制成的盔甲參加格鬥比賽，盔甲盡可能地復原歷史。在比賽規則下，選手可以攻擊對手身体上的任何部位。全甲格斗比賽還設有裁判。